# Iglesia de Nuestra Señora del Pilar (Pilar de la Horadada)

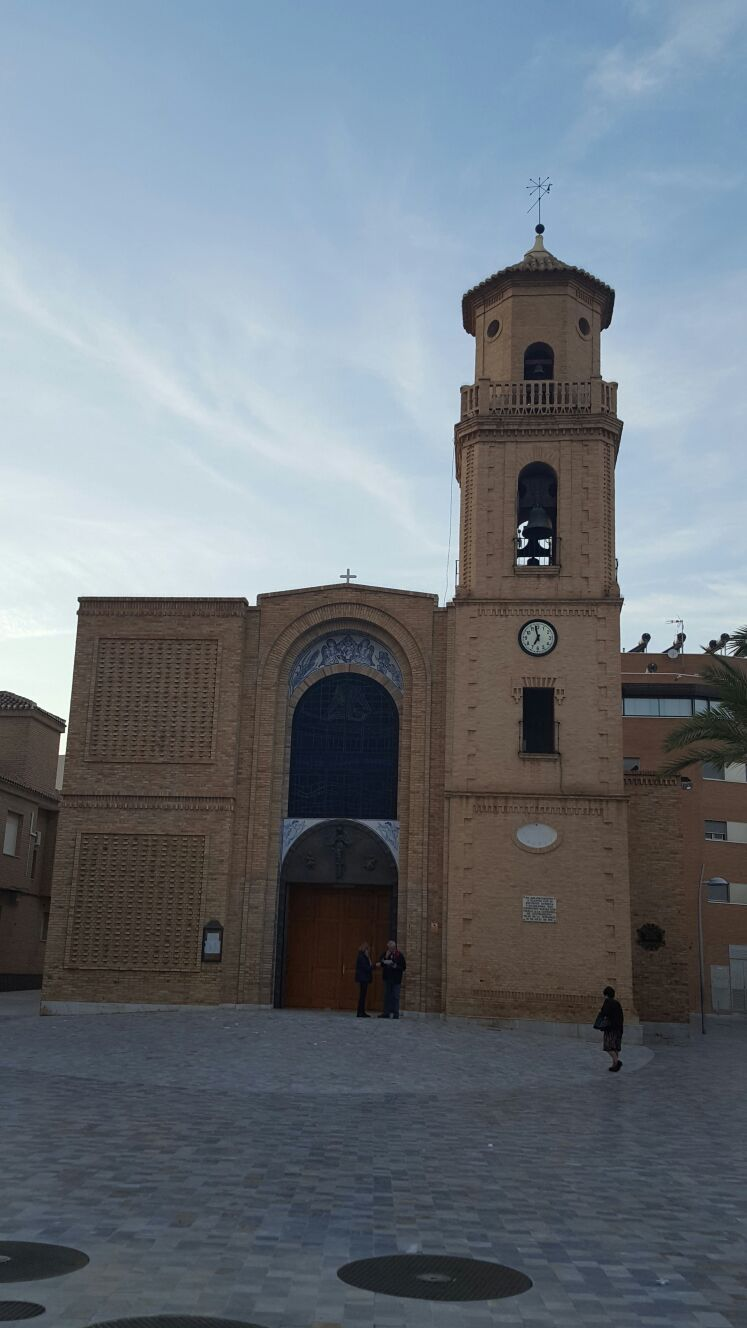
Iglesia de Pilar de la Horadada.

La Iglesia de Nuestra Señora del Pilar, es un templo religioso de culto católico bajo la advocación de Nuestra Señora Santa Pilar. Se encuentra ubicado en el núcleo urbano de Pilar de la Horadada, al sur de la Comunidad Valenciana, y constituye la única iglesia católica de este. Fue construida en el año 1981 en el lugar que anteriormente había ocupado un viejo templo derruido. Está dedicada a la Virgen del Pilar y en ella se encuentran diversas obras de valor escultórico, en especial del autor local José María Sánchez Lozano.

## Historia
En Pilar de la Horadada hay evidencia de pobladores romanos , la Vía Augusta, una de las calzadas romanas más importantes, que desde los Pirineos va paralela a la costa levantina cruza por el término municipal de Pilar de la Horadada, siendo este municipio el lugar señalado por muchos historiadores para localizar la mansión romana de "Thiar". El momento de tránsito entre la época visigoda y la llegada de los árabes está dominada por la figura de Teodomiro de Orihuela, noble visigodo de la guardia del rey Egica, con motivo del pago de sus servicios recibe tierras en los alrededores de Elche donde se instala. Tras la conquista árabe, Teodomiro pactó con Abd Al Aziz ibn Musa. En Pilar de la Horadada está demostrada la presencia árabe tanto por los vestigios arqueológicos, como por el gran número de topónimos que existen actualmente. Durante los reinados de Fernando III de Castilla y Jaime I de Aragón, surgen conflictos fronterizos que se apaciguaron con el Tratado de Almizra firmado en 1244. Se establecen los límites del reino de Valencia y Murcia, quedando Pilar de la Horada (al igual que todo el sur de la provincia de Alicante) bajo jurisdicción de la Corona de Castilla, y perteneciente al término municipal de la ciudad de Orihuela. Tras la Sentencia Arbitral de Torrellas (1304) se modifica la frontera entre el Reino de Murcia y el Reino de Valencia, pasando Orihuela (con Pilar de la Horadada) a formar parte del Reino de Valencia. La frontera histórica a partir de entonces coincide con lo que es actualmente el límite del término municipal de Pilar de la Horadada con San Pedro del Pinatar. En un principio eran explotaciones agrícolas de secano, agrupadas en torno a un grupo de casas, todo llamado Campo de la Horadada. 
En el año 1616 se alzaba en este mismo lugar una ermita venerada al Sagrado Corazón de Jesús. Dado a su estado ruinoso se derribó en 1745, para comenzar la construcción de un nuevo templo. En 1752 el obispo Gómez de Terán, decide erigir la parroquia de Ntra. Sra. del Pilar y Sagrado Corazón del Campo de la Horadada, el 7 de enero de 1753. El día 11 de octubre del mismo año fue colocado el Santísimo Sacramento y venerada a Ntra. Sra. Del pilar y Sagrado Corazón de Jesús. Ya en 1758, la iglesia parroquial de Ntra. Sra. del Pilar poseía en propiedad todas las tierras que estaban delante de ella y que hoy constituyen la plaza. En el año 1822, durante el bienio constitucional, el Estado intervino la finca y la vendió en sus dos terceras partes a D. Guillermo Maclure, suegro de D. Ramón de Campoamor. Pero a la vuelta del Absolutismo al poder, la propiedad fue restituida a los Padres Mercedarios. Con la desamortización de 1835 todas las tierras y edificios que poseía la Iglesia pasaron al Estado y entre ellas la finca de la Dehesa de San Ginés, conocida como Matamoros en Campoamor, volvió al señor Maclure. Tras varios siglos de población agraria, su desarrollo agrario-turístico vino a partir de su segregación de Orihuela en 1986. 
Actualmente, en sus más de 20 años de andadura como municipio independiente, se han acometido grandes proyectos para dotar al pueblo de los servicios propios de una ciudad de la categoría del mismo. En 1975 y por segunda vez, el templo tuvo que ser derribado por su mal estado, y construido de nuevo. El actual fue consagrado el 9 de octubre de 1982 y bendecido al día siguiente por el obispo Pablo Barrachina. La patrona de Pilar de la Horadada, Nuestra Señora la Virgen del Pilar recibe muchas ofrendas, destacando la ofrenda floral en la que recibe más de 40.000 flores. El 11 de octubre de 1997 fue nombrada Alcaldesa Perpetua de Pilar de la horadada, así nos lo indica el bastón de mando que se encuentra apoyado en su pilar. Posteriormente en 1999, y con motivo del 250 aniversario de su patronazgo, fue coronada canónicamente por el obispo de Orihuela (Alicante), Victorio Oliver. La imagen actual de la virgen es obra del escultor local José Sánchez Lozano, realizada en el año 1935, copia de la original de Vicente Nicolás Salzillo que durante la guerra civil española fue destruida.

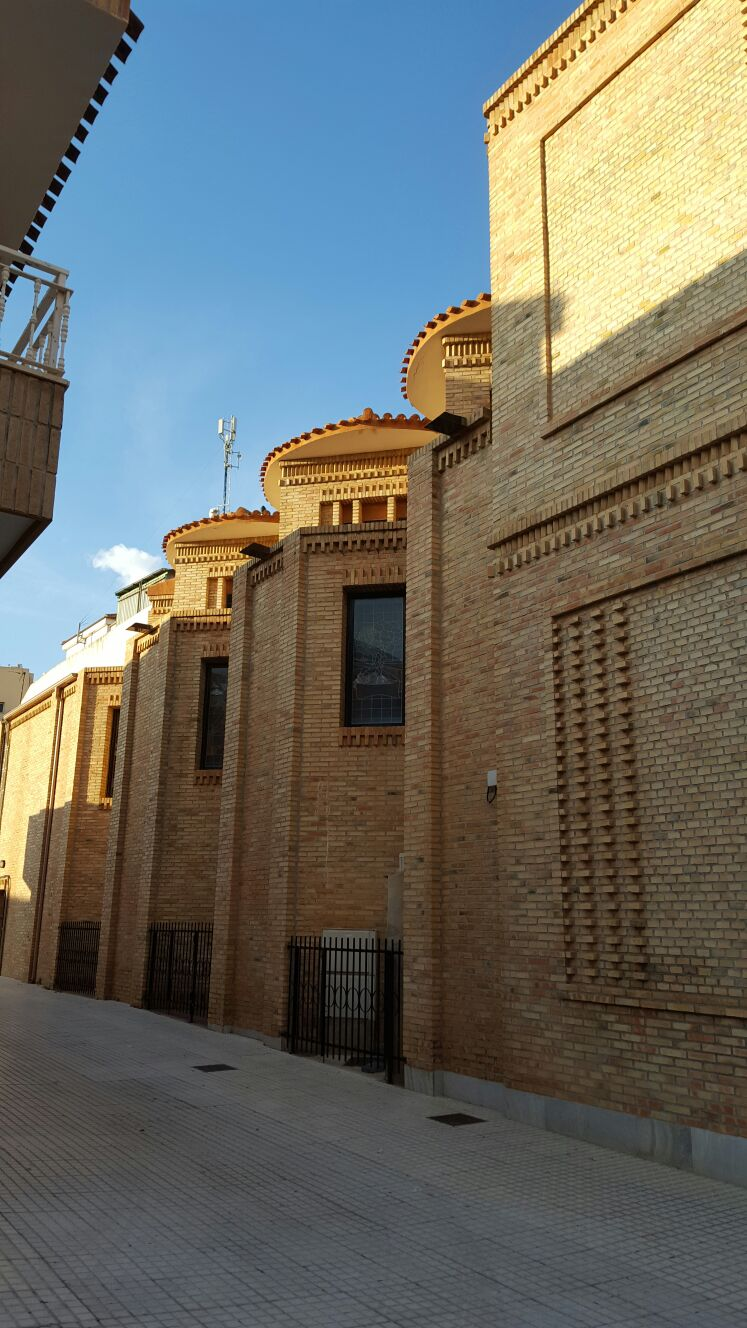
Iglesia Pilar de la horadada

## Descripción

### Planta baja
La nave principal está rodeada por 8 capillas laterales, en las cuales están distribuidas diferentes obras escultóricas de gran importancia artística. Las imágenes que podemos ver en el recorrido lateral derecho son:
1. Ntra. Sra. De los dolores “La Dolorosa”, obra del escultor Sánchez Lozano. Es una imagen de vestir de comiendo de los 40. Esta imagen procesiona el Viernes Santo y Domingo de Resurrección. 
2. Cristo Crucificado, obra de los Talleres de Arte Cristiano de Olot de 1974. Desfila el Viernes de Dolores en el Vía Crucis, el Jueves Santo y el Viernes Santo. 
3. Corazón de Jesús, obra de los Talleres de Arte Cristiano de Olot de 1942. Procesiona el domingo siguiente al Corpus Christi con los niños que han recibido la Primera Comunión. 
4. Virgen del perpetuo socorro, es un bajorrelieve obra de Manuel ribera Girona, del año 1951. 
5. Virgen del Carmen, obra de Sánchez Lozano, del año 1942. 
6. Santa Rita, obra de los Talleres de Arte Cristiano de Olot. 
Continuando el recorrido por el lateral izquierdo nos encontramos las siguientes obras: 
7. Cristo de la Eucaristía, obra de Sánchez Lozano de 1949. Es una imagen de vestir. Desfila en procesión el Viernes Santo. 
8. San Antonio de Padua, obra de Sánchez Lozano, como imagen de vestir, pero posteriormente la enlienza un discípulo del autor, Antonio Liza.
9. San José, obra de Talleres de Arte Cristiano de Olot del año.

### Retablo
La nave central queda culminada con el altar y el imponente retablo de madera de box, tallada y pulimentada en su color, obra de Antonio García Mengual en el año 1997. En él se representan nueve escenas de la presencia de María en la vida de Jesús: Anunciación, Navidad, Huida a Egipto, Jesús ante los doctores del templo, Las bodas de Canaa, Encuentro en la calle de la Amargura, Crucifixión, Descendimiento y, por último, en el centro queda representada la Coronación de María.

### Primera planta
En el diseño de esta moderna iglesia se incluye una planta alta sobre las capillas laterales y el acceso principal a la iglesia, donde se sitúa el coro y los palcos laterales. En esta planta la mayoría de las imágenes que se exponen procesionan en Semana Santa: 
10. Cristo Yacente, obra del escultor Manuel Ribera Girona del año 1958, año en el que salió por primera vez en la procesión del Santo Entierro del Viernes Santo. 
11. La Piedad, obra de los Talleres de Arte Cristiano de Olot del año 1989, desfila junto a la cruz de los labradores el Viernes Santo. 
12. Mujer Verónica de la Santa Faz, obra del escultor Víctor García Villalgordo del año 1999. Es una imagen de vestir que desfila el miércoles Santo en la procesión del Encuentro en la Calle de la Amargura y el Viernes Santo. 
13. Jesús Nazareno, obra de Manuel Ribera Girona del año 1957, desfila el miércoles Santo en la procesión del Encuentro en la Calle de la Amargura y el Viernes Santo. 
14. San Antonio de Abad. obra de los Talleres de Arte Cristiano de Olot. 
15. Inmaculada concepción obra de los Talleres de Arte Cristiano de Olot.

### Puerta de la Virgen
En el arco superior de la puerta encontramos al Padre Eterno. Lleva sobre su cabeza un manto que deja entrever su rostro. Representa el Misterio oculto de Dios a los hombres, que aún está por revelar. La posición de sus manos coronando a la Virgen, representa por un lado la corona merecida que todo cristiano recibirá por su gran fe, esfuerzo y sacrificio en su camino hacia la santidad. Por otro lado, la imposición de las manos simboliza también el envío que el Señor hace a todo cristiano para evangelizar y anunciar la ge de la Iglesia a todos y la protección de Dios como Padre. 
Su boca entreabierta exhalando representa el aliento divino que lo caracteriza como creador. El cíngulo, cordón que rodea su cintura, representa la fidelidad que siempre ha perdurado en Dios para con su pueblo. 
Bajo Dios encontramos a Nuestra Señora la Virgen del Pilar acompañada por dos ángeles. El de su derecha porta la vara de Alcaldesa Perpetua (título que le fue otorgado el 11 de octubre de 1997) y tiene una mano sobre el corazón, mostrándonos así su forma de guiar y dirigir por el buen camino a todo el pueblo de Pilar de la Horadada. El de su izquierda lleva en su mano la azucena, que representa el momento de la anunciación y, a su vez, el día de la ofrenda de flores a Nstra. Sra. 
Es significativa la concha del Apóstol Santiago que se encuentra debajo del ángel, ya que nos recuerda de dónde proviene el nombre de Virgen del Pilar y, también el gran día de la Aparición. 
Si centramos la mirada en las hojas de las puertas encontramos a la derecha el Sagrado Corazón de Jesús. La postura que adquiere Jesús es la de maestro que, despojado casi de su túnica, nos muestra su humanidad y, el mismo tiempo su corazón que entrega a todos nosotros. 
Con la mano derecha abierta nos anima a recibir de Él la misericordia que Dios tiene con sus hijos, también representada en su mirada. Los tres niños a su izquierda representan la humildad e inocencia que debemos tener para recibir esta misericordia suya. 
El cíngulo vuelve a representar la fidelidad, pero en este caso también la castidad y la obediencia de todos los que están consagrados a Dios. 
Con la otra mano señala al Espíritu Santo que, su vez, es impulsado por un ángel que representa la función que adopta el mismo Jesucristo cuando actúa en los corazones de los cristianos, moviendo y animando a seguir por el buen camino. 
Los rayos que salen del Espíritu Santo son siete. Cada uno de ellos simboliza sus siete dones: Sabiduría, Entendimiento, Consejo, Fortaleza, Ciencia, Piedad y Temor de Dios. La posición del Espíritu Santo encima de Jesús nos recuerda al momento del Bautismo del Señor, cuando el Espíritu  Santo se posó sobre él en forma de paloma mientras se oía una voz del Cielo que decía “Éste es mi hijo amado, escuchadle”. 
A los pies de Jesús encontramos dos motivos eucarísticos: racimos y espigas pisados por Jesús. Con este gesto Jesús muestra la necesidad de que el grano de trigo muera y sea triturado para luego dar fruto, al igual que la vid. 
A la derecha del Sagrado Corazón se encuentra el árbol de la vida en el cual se representa el pecado de nuestros primeros padres. Vemos a Eva entablando conversación con la serpiente y esta con el fruto prohibido en la boca. 
Adán mira hacia abajo con vergüenza y, al igual que Eva, cubre su cuerpo con las hojas representando la inocencia perdida. En los extremos de las ramas encontramos a Caín y Abel, este último con los ojos cerrados, simbolizando que ya está muerto. Con estos dos últimos personajes descubrimos la consecuencia del pecado, que nos lleva a la muerte y, a su vez, la necesidad del bautismo para limpiar este pecado original. 
El niño que dialoga con Jesús representa la caridad, teniendo así como distintivo el logotipo de Cáritas en la camiseta. Con uno de sus tirantes caído y los parches de su ropa, nos muestra la pobreza y la necesidad de desprenderse para ayudar a los más necesitados. A los pies del niño encontramos flores, signo de la alegría (“hay más alegría en dar que en recibir”) y también un balón, recordando aquellos tiempos en los que Don Arsenio, antiguo párroco, jugaba al fútbol con los niños en la puerta de la Iglesia. El niño que lleva el copón representa la Eucaristía, el memorial de la pasión, muerte y resurrección de Jesús que instituyó en la última cena. A sus pies encontramos cardos y ramas que impiden el caminar del niño, pero este supera los obstáculos del camino levantando el pie para no tropezar, simbolizando que el camino del cristiano está repleto de dificultades que con la ayuda de la Eucaristía se superan. Esta superación es motivo de alegría y está representada de nuevo con otra flor a sus pies. La cabeza del niño hacia abajo representa la contemplación y, por consiguiente, nos viene a decir que si desviamos la mirada de la Eucaristía tropezamos y caemos. 
El niño que lleva la Santa Biblia representa la Palabra de Dios, el medio esencial de todo cristiano para conocer las escrituras y también lo que Dios quiere de nosotros para que lleguemos a la salvación. La mirada del niño hacia el Espíritu Santo representa que esta Palabra es inspirada y revelada por él. También la mirada va dirigida a Jesús, que nos dejó su mensaje en la misma. 
El árbol en el que está sentado el tercer niño es el tronco de Jesé (Is 11, 1-10), del cual sale un renuevo que es la rama que descansa a los pies del Pilar de la Virgen. Este renuevo representa a todos los ascendientes de Jesús y sus cabezas las vemos en los extremos de cada rama. Se puede apreciar el nombre y el atributo que distingue a algunos de ellos. La cara de Jesé la vemos a los pies del árbol y el ángel simboliza el medio por el cual Dios ha ido transmitiendo su mensaje a los hombres. 
También las hojas tienen un significado y simbolizan los momentos vividos en el pueblo de Israel: siete hojas alrededor de cada cabeza simbolizan la plenitud de aquellos que fueron reyes, una hoja representa la fidelidad, tres la infidelidad, dos la reconciliación y muchas juntas representan luchas, revueltas y batallas vividas todas por el pueblo escogido de Dios.

### Azulejos de la puerta
Los azulejos también juegan un papel importante en el conjunto de la fachada. La cenefa que apreciamos en todo el arco interior lleva consigo racimos y espigas, símbolos eucarísticos que representan el pan y el vino, transformados en cada Eucaristía en el cuerpo y la sangre de Jesucristo. Las escenas representadas son los siete dolores de la Virgen María, dolores que sufrió tanto durante la infancia de Jesús, como en los momentos de su pasión y muerte. 
El orden de las imágenes es el siguiente: 1.ª La profecía de Simeón, 2.ª La huida a Egipto, 3.ª  Jesús perdido y hallado en el templo, 4.ª Jesús camino al Calvario se encuentra con su Madre, 5.ª Jesús muere en la cruz, 6.ª María con su hijo muerto en brazos y 7.ª Jesús en el sepulcro. 
Los ángeles que encontramos en el arco superior portan un medallón con el Sagrado Corazón de Jesús, que es el Patrón y Titular de la parroquia. También encontramos a cada lado de la puerta otros dos ángeles llevando en sus manos unas cintas con el Ave María recordándonos el rezo del Santo Rosario.  

### Vidriera principal
En la vidriera destaca la figura del pelícano. Según una antigua leyenda medieval, el pelícano es capaz de alimentar a sus crías con su propia carne y sangre en caso de necesidad. Con su fuerte y puntiagudo pico se abría el pecho y de esta manera las crías bebían su sangre. Esto dio base al simbolismo cristiano de representarlo como concepto de la eucaristía y de Jesucristo. Al ser un ave marina debe sumergirse en las aguas para obtener su alimento y el de sus hijo, nos recuerda el momento del bautismo donde nos sumergimos en las aguas para luego renacer a la nueva vida y quedar limpios del pecado original. 
El océano, representado en el azul de la vidriera, es una alegoría de las aguas de la vida que nos recuerda el primer capítulo del Génesis donde dice “El Espíritu de Dios se movía sobre la faz de las aguas”. El agua es la base de toda la vida, de toda transformación y de toda posibilidad de evolución; es un símbolo de la vida. 
Toda la vidriera simboliza la creación, el azul representa los peces y el agua, el verde la vegetación, el día, cuando contemplamos la vidriera iluminada por una cara y la noche cuando la contemplamos por la otra, los animales y el hombre representados en el pelícano.

### Arquitectura
La iglesia que contemplamos actualmente es obra del arquitecto Antonio Orts Orts, de planta rectangular con una sola nave, ocho capillas laterales y ábside. Está construida en ladrillo visto en concordancia con la antigua torre campanario. En la fachada principal se aprecian dos cuerpos con celosía, frente a la cual se expone una copia de la Virgen del Pilar en marmolina, obra del escultor Sánchez Lozano. 

### Torre del campanario
La actual torre se construyó en 1899. En su reconstrucción se utilizaron 74 000 ladrillos, que se sufragaron en parte por donaciones de los propios parroquianos. Esta torre, de 24 metros de altura, se edificó para sustituir a la anterior, derribada en 1829 por causa de un terremoto. De planta rectangular, está realizada en fábrica de mampostería y, al estar revestida exteriormente mediante ladrillo visto, nos recuerda el estilo neomudéjar. En los cuerpos superiores se encuentran las campanas:
- Nuestra señora del pila (1880) fundida en la misma plaza, frente a la iglesia y costeada por los pilareños. Tuvo que ser refundida en el año 1989.
- Nuestra Señora de los Dolores (1892), procedente de la ermita de Sierra Escalona, donada a la parroquia por el marqués de Peñacerrada.
- Josefa (2006), campana dedicada a San José, donada por una familia local.
- Paloma (2007), campana dedicada a la Virgen de la Paloma, donada por una familia local con motivo del 25 aniversario del templo parroquial.
- Carrillón, conjunto de pequeñas campanas, inaugurado el 30 de julio de 2006 y costeado por el Ayuntamiento de Pilar de la Horadada, con motivo del 20 aniversario de la creación del municipio y en homenaje a don Arsenio Irigoyen.

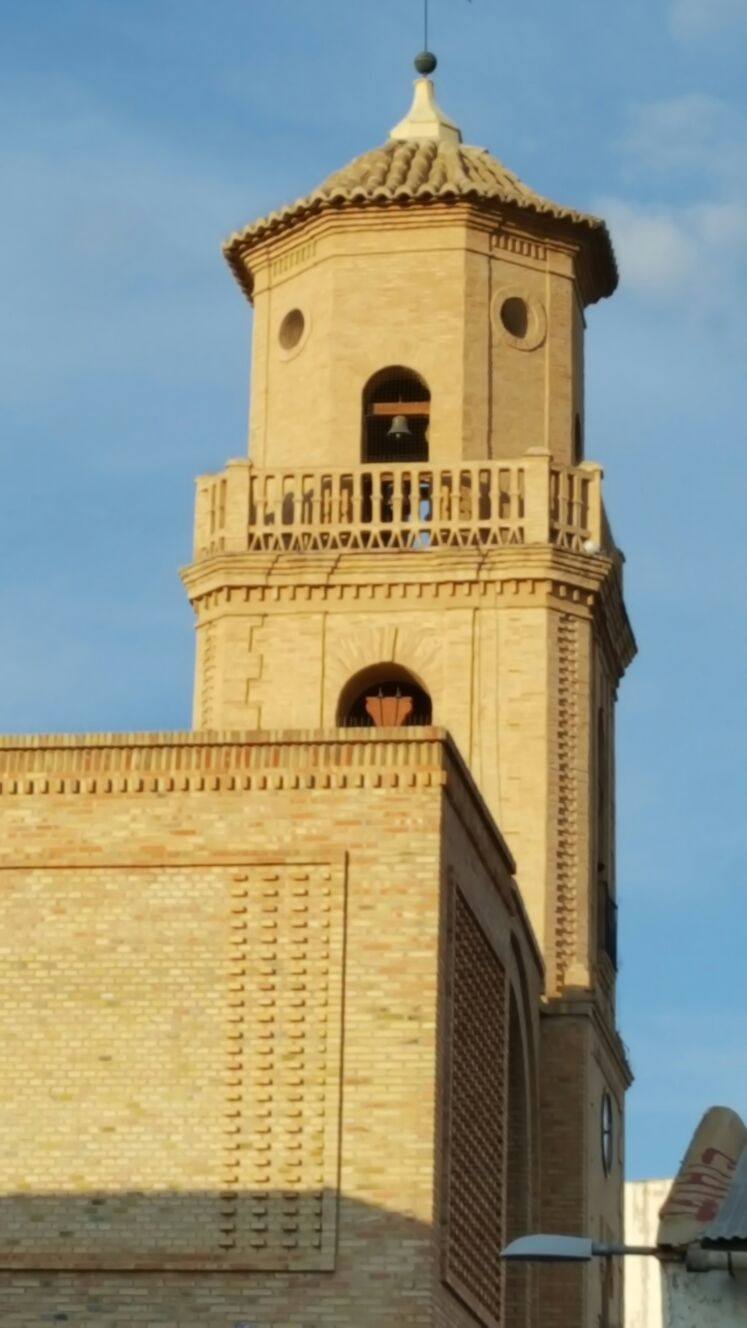
Iglesia Pilar de la horadada